# Compton (Surrey)
Compton è un villaggio e una Parrocchia civile inglese nel distretto di Guildford, contea di Surrey. È un villaggio strada nei pressi del casello dell'autostrada A3. Il territorio comunale contiene considerevoli aree boschive e agricole. Nel paese vi è una chiesa medievale.